# Orthizema hadrocerum
Orthizema hadrocerum är en stekelart som först beskrevs av Thomson 1884.  Orthizema hadrocerum ingår i släktet Orthizema och familjen brokparasitsteklar. Arten är reproducerande i Sverige. Inga underarter finns listade i Catalogue of Life.